# 威利·莫斯考尼
威廉·約瑟夫·莫斯考尼（Willie Mosconi、1913年6月27日—1993年9月17日），美國职业檯球选手，來自賓夕法尼亞州費城。
他於1941年和1957年之間，贏得了世界檯球錦標賽15次冠军。他是1968年美國檯球名人堂成員 。
对于绝大多数认识威廉的人来讲，莫斯考尼这个名字可以说是有袋口撞球的代名词。
威廉的父亲是一名拳击手，当年经营着一家球厅，六，七岁时威廉就被看好是个撞球天才；
从20岁开始，威廉跟他的偶像撞球高人Ralph Greenlef 一起活跃在球坛，东征西战；
40岁时，威廉已将50个冠军头衔收入囊中；
45岁时，1968年获选荣登BCA美國檯球名人堂；
威廉职业撞球生涯最辉煌，最令人难忘的是，在一次14.1比赛中创造了单杆526世界纪录；

## 參閱
- Billiards: The Official Rules and Records Book 1992
- Billiard Digest, Vol 16, No. 2
- Keen, Cathy. . National Museum of American History. Smithsonian Institution. June 5, 2002  [24 March 2012]. （原始内容存档于2008年2月6日）.

Commons:美国职业撞球选手